# Rocafort de Vallbona
Rocafort de Vallbona és un poble agregat a Sant Martí de Riucorb.
Depenia de la baronia del monestir de Vallbona de les Monges. A dalt de tot del poble hi ha l'església parroquial de la Transfiguració, neoclàssica, de finals del segle xviii. Des d'aquesta part es poden observar panoràmiques de l'entorn. El castell, del segle xii, està assentat sobre una immensa roca. És una peça en forma de semicercle. En diferents indrets del terme s'han trobat mostres de la cultura íbera i restes de l'època romana. També es conserva l'edifici del batlle de Vallbona, amb l'antiga farmàcia.
La festa major de Sant Salvador és el primer cap de setmana d'agost.